# Title TK
Title TK is het derde studioalbum van de Amerikaanse band The Breeders. Het album kwam uit in 2002 bij 4AD. Het album werd geproduceerd door Steve Albini, die ook hun eerste album Pod heeft geproduceerd.
Dit album is meer lo-fi dan de eerste twee albums van The Breeders, met fuzzy gitaren en ruige harmonieën tussen de twee zussen Kim en Kelley.
Het album bevat twaalf nummers. Ze zijn (op twee na) allemaal geschreven door Kim Deal.

## Nummers
1. "Little Fury" (Deal, Lopez, Medeles, Presley, Deal) – 3:30
2. "London song" – 3:39
3. "Off You" – 4:56
4. "The She" – 4:01
5. "Too Alive" – 2:46
6. "Son of Three" – 2:09
7. "Put on a Side" – 2:59
8. "Full on Idle" – 2:37
9. "Sinister Foxx" (Deal, Lopez, Medeles, Presley, Deal) – 4:16
10. "Forced to Drive" – 3:04
11. "T and T" – 1:57
12. "Huffer" – 2:09